# Макісіма Сьоґо
Макісіма Сьоґо (яп. 槙島 聖護, Makishima Shōgo) — персонаж аніме-серіалу Psycho-Pass студії Production I.G. Макішіма відповідальний за декілька злочинів та є головною ціллю офіцерів Бюро карного розшуку та громадської безпеки. Макішіма бажає зруйнувати суспільство, створене системою Сивілла, яка базується на визначенні стресу людини, та є головним ворогом «виконавця» Когамі. Озвучений сейю Такахіро Сакураєм.
Критика відзначила Макішіму дуже позитивно, відзначивши його роль як лиходія та особистості з його питаннями та відповідями, особливо при розмові з Шінья Когамі. Також офіційне голосування noitamina підтвердило, що він був добре прийнятий японськими фанами.

## Характеристика
Шьоґо Макішіма є головним антагоністом серіалу Psycho-Pass, де його головним противником є Шінья Когамі з точки зору Акане Цунеморі. Він надає перевагу компанії старовинних книг, ніж живому спілкуванню, оскільки це дає йому відчути себе людиною в холодному світі безцільних зручностей. Він переживає за неосвіченість суспільства, яке живе в такому світі антиутопії. Макішіма зазвичай спокійний, навіть під час жорстоких сцен не втрачає людяності.

## Участь в аніме
Шьоґо Макішіма є представником темної сторони гуманізму, схиблений на дикості, жорстокості та інших аспектах людської натури. Будучи євангелістом, має неабияку харизму та є гарним оратором. Шьоґо є натхненником багатьох подій та тої, після якої Шінья Когамі був понижений з інспектора до «виконавця». Незважаючи на його злочинні наміри, його «коефіцієнт злочину» ніколи не сягав небезпечного рівня, що робить його захищеним від дії «домінатора». Він вважає, що це все через те, що його тіло та розум не вважають помилкою вбивати людей та чинити злочин, що це для них нормальний стан, через що у нього немає стресу від скоєння злочинних дій та система Сивілла не реагує на нього.
Макішіма намагається знищити систему Сивілла, організувавши заворушення на вулицях, відволікаючи цим сили Бюро, але його арештовує Акане Цунеморі. Проте, Макішіму помилують в обмін на приєднання до системи Сивілла. Макішіма втікає, продовжуючи бажати її знищити через гру системи у «богів». Згодом, він намагається переконати Шінью Когамі приєднатися до нього та планує здійснити акт біотероризму для послаблення економіки Японії та падіння системи Сивілла. Однак, його плани були зірвані Бюро та Макішіма був вбитий Когамі.
Поза аніме, Макішіма з'являється в новелізації серії. Новела-приквел також розказує про те, як він організував випадок з Міцуру Сасаямою, внаслідок якого Когамі став «виконавцем». Він також з'являється в манга-адаптації Inspector Akane Tsunemori.

## Критика
Шьоґо Макішіма отримав позитивні відгуки. Під час короткого виступу Хіроко Ямамура з Japanator висловив схожість відчуттів при перегляді до відчуттів від серіалу Cowboy Bebop. Також були схвалені організація кількох злочинів, але водночас був підданий критиці його імунітет від системи Річардом Ейнбейсом з Kotaku. Чепмен з ANN висловилася, що Макішіма є «голосом нашого розуму, самовпевненим любителем фантастики, який бачить все раніше нас всіх», а також є «актом повстання Уробуті проти сприйняття антиутопії» та що «робить його роботу вдумливим мистецтвом, а не актом диких розваг». Кайл Міллс з DVD Talk висловився, що насолоджувався його характером, спокійною особистістю. В більш специфічній рецензії Томас Зот з Fandom Post відзначив вплив жорстокості Макішіми на Акане Цунеморі та те, як ця сцена робить глядача «пустим всередині.»
Його бійки з Коґамі також отримали похвалу, що відмітив Bamboo Dong з Anime News Network. Також Dong відмітив останню серію, що «серія є останньою спробою олюдянити лиходія, який провів весь час, намагаючись зобразити соціальну аберацію.» Зот розкритикував використання вівса в плані Макішіми, але також заявив, що це забезпечило відмінну обстановку для кінця серіалу. В офіційному голосуванні noitamina він був визнаний найкращим персонажем, озвученим Такахіро Сакураєм, та отримав друге місце в категорії «Містер Noitamina». Сакурай також був похвалений Ребеккою Сільверман за те, що він зробив голос Макішіми з «повзучим заспокійливим тоном.»